# Sergueï Stanichev
Sergueï Dmitrievitch Stanichev (en bulgare : Сергей Дмитриевич Станишев, SBOTCC : Sergei Dmitrievich Stanishev), né le 5 mai 1966 à Kherson (Union soviétique), est un homme d'État bulgare, membre du Parti socialiste bulgare (BSP).
Après une carrière d'universitaire en Russie et au Royaume-Uni, il s'installe en Bulgarie en 2000. Devenu, un an plus tard, président du BSP, il remporte les élections législatives de 2005 avec une majorité relative et est investi Premier ministre, grâce à une coalition avec les libéraux et le parti de la minorité turque.
Sa défaite aux élections législatives de 2009 le renvoie dans l'opposition, mais il conserve jusqu’en 2014 la présidence du BSP. De 2011 à 2022, il préside le Parti socialiste européen (PSE). Il est député européen de 2014 à 2024.

## Biographie

### Formation
En 1994, Stanichev obtient son doctorat d'histoire de la faculté d'histoire de l'université d'État de Moscou. Il poursuit sa carrière universitaire dans les sciences politiques, d'abord à Moscou, puis à Londres.

### Ascension fulgurante en Bulgarie
En 2000, il s'installe plus durablement en Bulgarie et entame une ascension fulgurante : il rentre rapidement au conseil suprême du PSB, au bureau exécutif et au secrétariat international du parti en mai. En juin 2001, il est élu député au Parlement bulgare pour la ville de Ruse et en décembre il accède à la présidence du PSB et à la présidence du groupe parlementaire Coalition pour la Bulgarie (KZB).
Stanichev n'a jamais caché son soutien à la politique d'adhésion de la Bulgarie à l'Union européenne et a promis, en cas de victoire, de continuer sur les pas de son prédécesseur Simeon Sakskoburggotski. Depuis avril 2004, Stanichev est membre de la présidence du Parti socialiste européen.

### Élections de 2005 et arrivée au pouvoir
En tant que chef du PSB, il conduit la KZB aux élections législatives du 25 juin 2005, l'alliance se classant en tête avec 31 % des voix et 82 députés, lui-même étant élu à Sofia. Il s'allie alors avec le parti turc du Mouvement des droits et des libertés (DPS), mais la coalition ainsi formée ne compte que 116 sièges sur 240.
Ainsi le 27 juillet, Stanichev réussit à être investi Premier ministre par l'Assemblée nationale, par 120 voix contre 119, mais son gouvernement est rejeté par 119 voix contre 117.
Il élargit alors son cabinet au Mouvement national Siméon II (NDSV), jusqu'alors au pouvoir, et dispose d'une forte majorité absolue de 169 élus, soit 70 % des sièges. Il remporte l'investiture de l'Assemblée le 17 août suivant.
À la suite de la publication, en février 2006, par trois quotidiens bulgares des caricatures de Mahomet, Serguei Stanichev appelle les médias de son pays à « respecter » les sentiments des musulmans tout en jugeant « inacceptables » les manifestations de violence.

### Défaite de 2009
Candidat à sa propre succession lors des élections législatives du 5 juillet 2009, il conduit à nouveau la Coalition pour la Bulgarie, qui n'obtient cette fois que 17 % des suffrages exprimés et 40 élus, tandis que le nouveau parti de centre droit Citoyens pour le développement européen de la Bulgarie (GERB) remporte 39,7 % des voix et 116 sièges. Le 27 juillet suivant, il est remplacé à la tête du gouvernement par Boïko Borissov, mais conserve la direction du PSB.

### Président du PSE
Le 24 novembre 2011, il prend par intérim la présidence du Parti socialiste européen (PSE), remplaçant le Danois Poul Nyrup Rasmussen. Il y est formellement élu le 29 septembre 2012, puis réélu en 2015 et 2018.